# Metropolia Santiago de los Caballeros
Metropolia Santiago de los Caballeros – metropolia rzymskokatolicka w Dominikanie utworzona 14 lutego 1994 przez papieża Jana Pawła II.

## Diecezje wchodzące w skład metropolii
- Archidiecezja Santiago de los Caballeros
  - Diecezja La Vega
  - Diecezja Mao-Monte Cristi
  - Diecezja Puerto Plata
  - Diecezja San Francisco de Macorís

## Biskupi
- Metropolita: abp Freddy Antonio de Jesús Bretón Martínez (od 2015) (Santiago de los Caballeros)
- Sufragan: bp Héctor Rafael Rodríguez Rodríguez (od 2015) (La Vega)
- Sufragan: bp Diómedes Espinal de León (od 1999) (Mao)
- Sufragan: bp Julio César Corniel Amaro (od 2005) (Puerto Plata)
- Sufragan: bp Ramón Alfredo de la Cruz Baldera (od 2021) (San Francisco de Macoris)

## Główne świątynie
- Katedra św. Jakuba Apostoła w Santiago de los Caballeros
- Katedra Niepokalanego Począcia w La Vega
- Katedra Świętego Krzyża w Mao
- Katedra św. Filipa Apostoła w Puerto Plata
- Katedra św. Anny w San Francisco de Macorís